# Spengleria mytiloides
Spengleria mytiloides is een tweekleppigensoort uit de familie van de Gastrochaenidae. De wetenschappelijke naam van de soort is voor het eerst geldig gepubliceerd in 1818 door Jean-Baptiste de Lamarck.